# Referendum gminne w sprawie odwołania Prezydenta Miasta Elbląga oraz Rady Miejskiej Elbląga przed upływem kadencji w 2013 roku
Referendum gminne w sprawie odwołania Prezydenta Miasta Elbląga oraz Rady Miejskiej Elbląga przed upływem kadencji w 2013 roku – głosowanie referendalne w sprawie odwołania prezydenta Elbląga Grzegorza Nowaczyka oraz Rady Miejskiej Elbląga które odbyło się 14 kwietnia 2013. 

## Przebieg inicjatywy referendalnej
Referendum odbyło się na wniosek grupy Wolny Elbląg, która zarzucała lokalnym władzom niekompetencję, arogancję i "utratę zaufania mieszkańców". Pod wnioskiem podpisało się 10,2 tys. osób.

## Wyniki głosowania
W dniu głosowania wyborcom udostępniono urny w 62 komisjach obwodowych na terenie miasta. Do wzięcia udziału w referendum dot. odwołania obydwu organów uprawnionych było 98 115 elblążan. W głosowaniu o odwołanie prezydenta wzięło udział 24 211 osób, co dało frekwencję na poziomie 24,67%, a w głosowaniu o odwołanie rady miejskiej wzięło udział 24 209 osób, co przełożyło się na frekwencję wysokości 24,66%. 
W wyborze w dniu 5 grudnia 2010 r. odwoływanego organu (prezydenta miasta) liczba osób, które wzięły udział w głosowaniu wyniosła 30 728, zatem wymagane do uznania ważności referendum było 18 437 osób. Liczba głosów za odwołaniem organu wyniosła 23 087.
W wyborze w dniu 24 listopada 2010 r. odwoływanego organu (rada miasta) liczba osób, które wzięły udział w głosowaniu wyniosła 36 653, zatem 3/5 liczby biorących udział w wyborze odwoływanego organu wyniosło 21 992 osób. Liczba głosów za odwołaniem organu wyniosła 22 750.
Wyniki referendum o odwołanie Prezydenta Miasta:
| Odpowiedź           | Głosów | Głosów |
| Odpowiedź           | Liczba | %      |
| ------------------- | ------ | ------ |
| Za                  | 23 087 | 96,32  |
| Przeciw             | 883    | 3,68   |
| Głosy ważne         | 23 970 | 100,00 |
| Głosy nieważne      | 241    | 0,99   |
| Frekwencja          | 24 211 | 24,67  |
| Frekwencja wymagana | 18 437 | 18,79  |

Wyniki referendum o odwołanie Rady Miasta:
| Odpowiedź           | Głosów | Głosów |
| Odpowiedź           | Liczba | %      |
| ------------------- | ------ | ------ |
| Za                  | 22 750 | 95,01  |
| Przeciw             | 1195   | 4,99   |
| Głosy ważne         | 23 945 | 100,00 |
| Głosy nieważne      | 264    | 1,24   |
| Frekwencja          | 24 209 | 24,66  |
| Frekwencja wymagana | 21 992 | 22,40  |

Źródło: Państwowa Komisja Wyborcza